# Rame EAV ET.500
La rame automotrice EAV ET.500 est une rame ferroviaire italienne conçue par le groupe de construction Firema en 2015 et adoptée par la compagnie napolitaine EAV pour ses lignes régionales Circumflegrea et Cumana.

## Histoire
Cette première série de 12 rames électriques composées de 2 caisses bloquées a été commandée par la société publique napolitaine pour renforcer son offre de transport sur ses lignes régionales et notamment la Circumflegrea et Cumana. L'étude de conception de cette rame a été menée de concert entre EAV et le constructeur Firema. La fabrication a été confiée au groupe de construction ferroviaire italien Firema et ses filiales Titagarh et Adler SpA. 
La compagnie publique EAV, qui fait partie du Service ferroviaire métropolitain de Naples, a établi une commande de 12 rames complètes et la première rame a été livrée le 27 janvier 2017. La phase d'essais de qualification a duré 6 mois et la mise en service de la première rame est intervenue le 23 juin 2017.

## Caractéristiques techniques
- Phase projet et essais de qualification : 2006 - 2016
- Période de fabrication : 2016 - 2018
- Service : première rame : 23 juin 2017

Chaque rame se compose de deux caisses indissociables, comportant 4 bogies motorisés. 